# Troglocarcinus sheni
Troglocarcinus sheni är en kräftdjursart som beskrevs av Antoinette Fize och Serene 1955. Troglocarcinus sheni ingår i släktet Troglocarcinus och familjen Cryptochiridae. Inga underarter finns listade i Catalogue of Life.